# Raymond Washington
Raymond Lee Washington (ur. 14 sierpnia 1953 w Los Angeles, zm. 9 sierpnia 1979 tamże) – amerykański kryminalista i założyciel gangu ulicznego Crips.
Nie lubił broni i uważał, że najlepszą metodą rozwiązywania sporów jest walka wręcz. Na krótko przed śmiercią jego wpływy w gangu spadły, a broń weszła do powszechnego użytku. Jak na ironię, Washington zginął zastrzelony z obrzyna.